# Chenorhamphus campbelli
A Chenorhamphus campbelli a madarak osztályának verébalakúak (Passeriformes) rendjébe és a tündérmadárfélék (Maluridae) családjába tartozó faj.

## Rendszerezés
Besorolása vitatott, egyes rendszerezők a Malurus nembe sorolják Malurus campbelli néven.

## Előfordulása
Indonézia  és Pápua Új-Guinea területén honos.

## Külső hivatkozás
- Képek az interneten a fajról